# Мілл-Сіті (Орегон)
Мілл-Сіті (англ. Mill City) — місто (англ. city) в США, в округах Линн і Меріон штату Орегон. Населення — 1971 особа (2020).

## Географія
Мілл-Сіті розташований за координатами 44°45′7″ пн. ш. 122°28′40″ зх. д. / 44.75194° пн. ш. 122.47778° зх. д. (44.751901, -122.477902).  За даними Бюро перепису населення США в 2010 році місто мало площу 2,16 км², уся площа — суходіл.

## Демографія
Згідно з переписом 2010 року, у місті мешкало 1855 осіб у 681 домогосподарстві у складі 475 родин. Густота населення становила 860 осіб/км².  Було 742 помешкання (344/км²).
Расовий склад населення:
| - 90,7 % — білих - 1,9 % — корінних американців - 0,6 % — вихідців з тихоокеанських островів - 0,4 % — чорних або афроамериканців - 0,4 % — азіатів - 2,0 % — осіб інших рас |

До двох чи більше рас належало 3,9 %. Частка іспаномовних становила 9,2 % від усіх жителів.
За віковим діапазоном населення розподілялося таким чином: 27,9 % — особи молодші 18 років, 58,6 % — особи у віці 18—64 років, 13,5 % — особи у віці 65 років та старші. Медіана віку мешканця становила 36,2 року. На 100 осіб жіночої статі у місті припадало 107,3 чоловіків;  на 100 жінок у віці від 18 років та старших — 100,6 чоловіків також старших 18 років.
Середній дохід на одне домашнє господарство  становив 46 665 доларів США (медіана — 38 689), а середній дохід на одну сім'ю — 48 908 доларів (медіана — 43 125). Медіана доходів становила 38 295 доларів для чоловіків та 30 929 доларів для жінок. За межею бідності перебувало 20,0 % осіб, у тому числі 22,6 % дітей у віці до 18 років та 15,9 % осіб у віці 65 років та старших.
Цивільне працевлаштоване населення становило 647 осіб. Основні галузі зайнятості: освіта, охорона здоров'я та соціальна допомога — 21,6 %, виробництво — 19,8 %, публічна адміністрація — 13,4 %, мистецтво, розваги та відпочинок — 10,0 %.